# Microrreserva Cueva del Lagrimal
Cueva del Lagrimal (también llamada Sierra de Salinas) es una microrreserva de flora ubicada en Villena (Alicante - España) a unos 68 kilómetros de la ciudad, con una superficie de 0,8478 hectáreas, en la ladera norte de la Sierra de Salinas, cerca de la cueva del Lagrimal. Las especies prioritarias a proteger son la bracera (Centaurea antennata) y la rompepiedras (Sarcocapnos saetabensis). Otras unidades de vegetación prioritarias son los encinares (Quercetum rotundifoliae), la vegetación casmofítica (Jasonio-Teucrietum thymifolii) y los matorrales termomediterráneos y pre-estépicos (Helianthemo-Thymetum piperellae).
Es una pequeña reserva de dominio público, cuyo suelo está compuesto principalmente por calizas, arenas, margas y un alto contenido en sales.

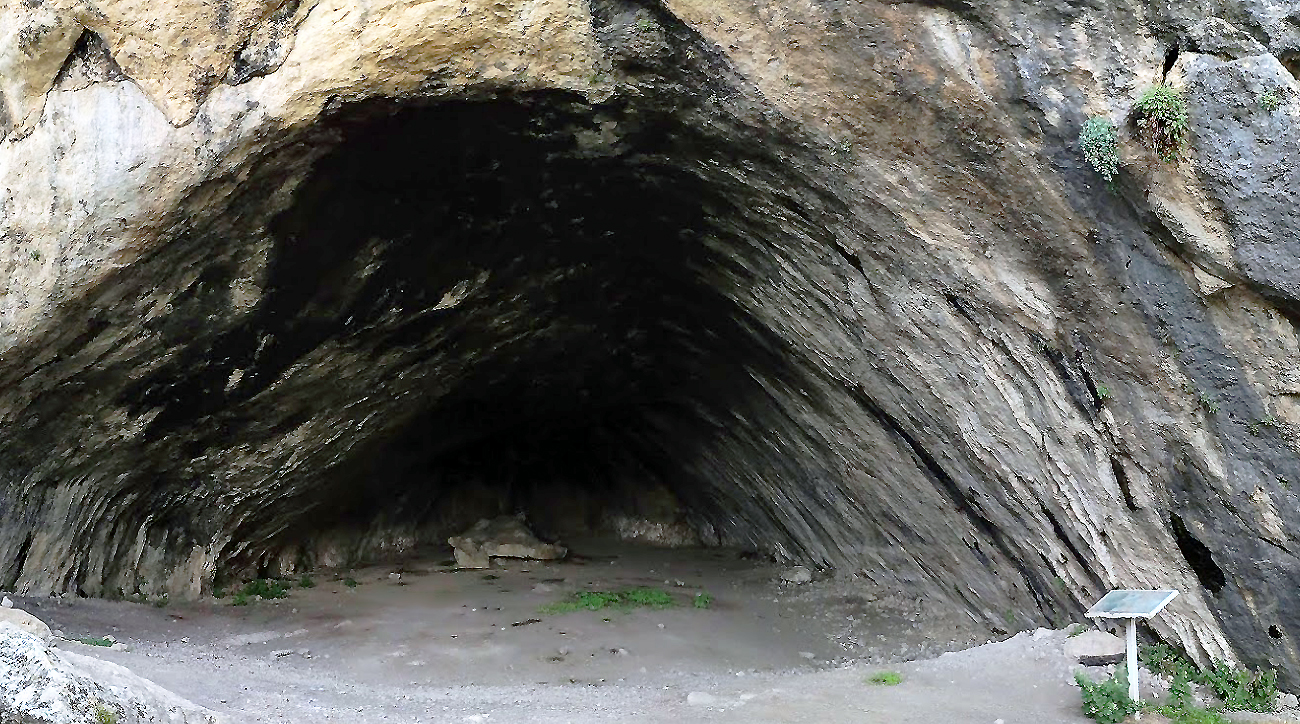
Cueva del Lagrimal - Alicante España